# Завхан (річка)
Завхан (монг. Завхан гол) – найбільша річка у Західній Монголії, розпочинається з гори Отгон-Тенгер Завханського аймаку та впадає в озеро Айраг. Протяжність 808 км., площа басейну 150 тис. кв.км. Притоки Татхантеел, Буянт-Гол, Шар-ус, Богд. 
Завхан розпочинається на південних схилах хребта Хангай, далі тече улоговиною, а низовина знаходиться в Улоговині Великих озер. Гирло знаходиться в озері Айраг-Нур, перед впадінням в яке Завхан утворює невелику дельту. Живлення снігове, ґрунтове та дощове. Повноводдя весною (невелике), межень – взимку. Притока – річка Кобдо – найбільша за водністю через те, що витоком для неї слугують великі озера Хара-Ус-Нур та Хара-Нур.